# Polska Wieś (Kłecko)
Polska Wieś (deutsch: Paulsdorf) ist ein Dorf in Polen in der Woiwodschaft Großpolen, im Kreis Gniezno, in der Gemeinde Kłecko, nördlich von Kłecko. In den Jahren 1975–1998 gehörte das Dorf administrativ zur Woiwodschaft Posen. Laut der Volkszählung von 2021 wurde Wilkowyja von 242 Einwohnern bewohnt, von denen 49,6 % Frauen und 50,4 % Männer waren.

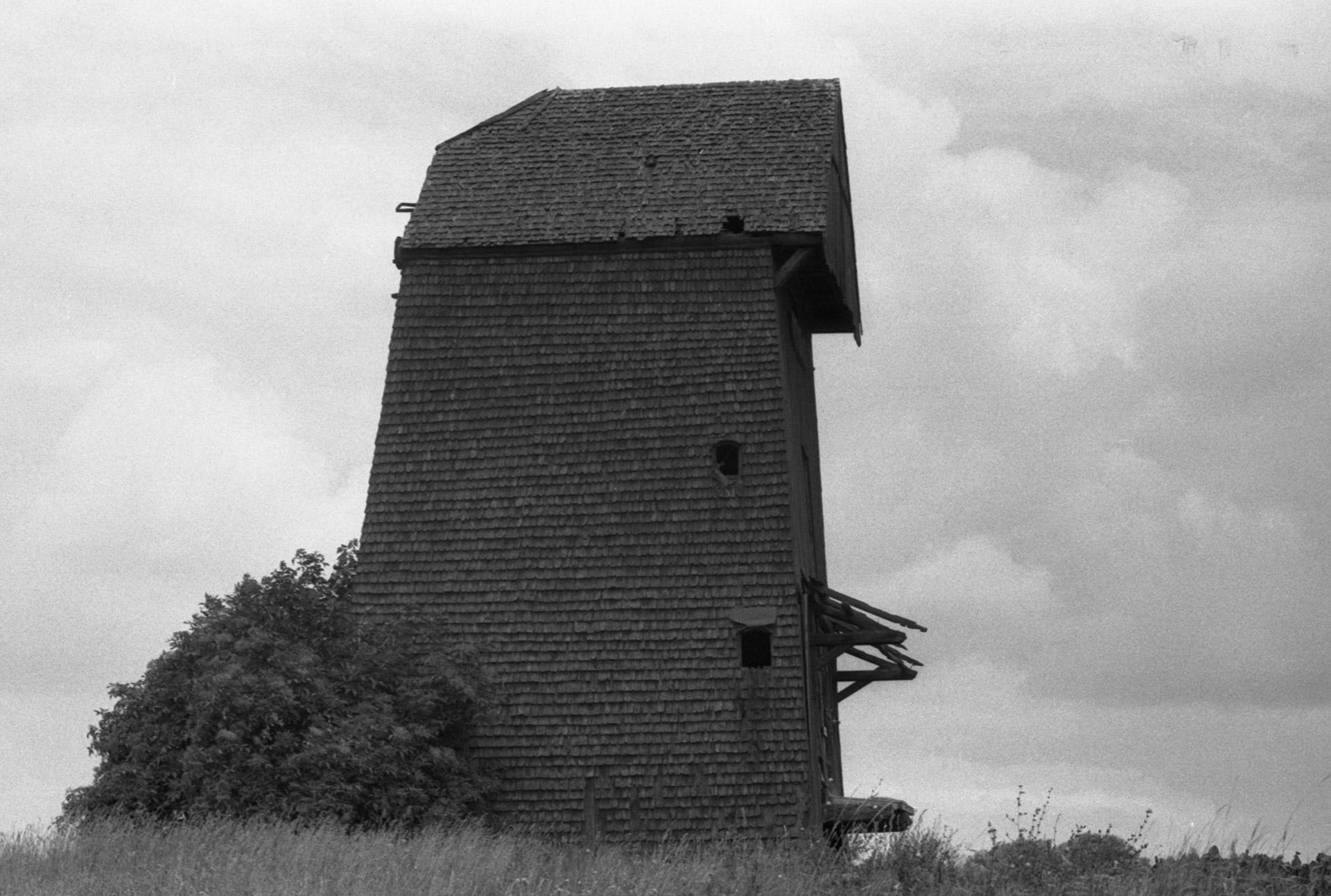
Schalungswindmühle (koźlak) in Polska Wieś (Foto Ende der 1980er Jahre)

Auf der deutschen Karte der Gemeinde Kłecko aus dem Jahr 1919 war das Dorf Polska Wieś als Paulsdorf gekennzeichnet